# شبلنجة
شبلنجة إحدى قرى مركز بنها التابع لمحافظة القليوبية بجمهورية مصر العربية.

## تاريخ القرية
تعد شبلنجة من القرى القديمة، فقد ورد ذكرها في قوانين ابن مماتي باسم «شبرا لنجه» وأنها من أعمال الشرقية، وفي كتاب «المشترك وضعاً من أسماء البلدان والمختلف صقعاً من الأقاليم» لياقوت الحموي وردت باسم «شبرا البنجة»، وفي تحفة الإرشاد باسم «شبرا لنجة» وفي التحفة «شبرى اللنجة» من أعمال الشرقية، وقد حرف الاسم فصار شبلنجة لخفة النطق وسهولته، فوردت به في تاريخ سنة 1228هـ.
قال محمد رمزي صاحب القاموس الجغرافي: «وقد لاحظت أن اسم شبلنجة هذه لم يرد في كشف أسماء البلاد المنشور في أعداد الوقائع المصرية الصادرة في سنة 1877م، ولا في إحصاء سنة 1882م، وإنما ورد فيها أسماء الستة كفور التى يتكون منها سكن هذه القرية وهي كفر سالم خربوش وكفر العراق وكفر الشيخ مصطفى الصاوى وكفر علي الشيخة وكفر حسن هاشم وكفر النصارى. ومن هذا يتضح أن شبلنجة كانت مقسمة في ذلك الوقت من الوجة الإدارية إلى ستة كفور كل كفر منها وحدة إدارية قائمة بذاتها. وأما من الوجهة المالية، فقد كانت هذه الكفور ناحية واحدة يجمعها ناحية شبلنجة. ومن سنة 1886م، ألغى هذا التقسيم الإداري، وأعيدت شبلنجة ناحية واحدة من الوجهتين الإدارية والمالية.» وقد كانت شبلنجة تابعة لمركز منيا القمح، ولما أنشئ مركز بنها سنة 1913م، ألحقت به لقربها منه.

## السكان
بلغ عدد سكان شبلنجة 21,574 نسمة، حسب الإحصاء الرسمي لعام 2006.